# S1B (原子炉)
S1B はアメリカ海軍の艦艇向け発電・推進用原子炉である。オハイオ級原子力潜水艦の後継であるコロンビア級原子力潜水艦への搭載に向けて開発されている。
型式名のS1Bは以下のような意味である。
- S = 潜水艦用
- 1 = 設計担当メーカにおける炉心設計の世代
- B = 設計担当メーカ（ベクテル）

加圧水型炉であり、設計はノルズ原子力研究所により行われている。エネルギー密度の向上が図られるとともに、40年間に渡って燃料交換が不要となるよう設計されている。